# Пейн, Элси
Элси Пейн (англ. Elsie Palmer Payne; до замужества — Палмер, 1884—1971) — американская художница и иллюстратор, жена Эдгара Пейна.

## Биография
Родилась 9 сентября 1884 года в Сан-Антонио, штат Техас.
Позже жила и работала в Сан-Франциско, Калифорния, где познакомилась с художником Эдгаром Пейном. В 1912 году в Чикаго, Иллинойс, они поженились. Вместе они стали достаточно известными в художественных кругах города. Элси помогала Эдгару в его работах над фресками. В 1914 году у них родилась дочь Эвелин Пейн Хэтчер (1914—2009).
Художники много путешествовали по США. В 1918 году они построили собственный дом со студией в Лагуна-Бич. В 1922—1924 годах совершили «художественный тур» в Европу. По возвращении в США осенью 1924 года, они снова побывали во многих местах Соединённых Штатов. Затем снова посетили Европу в 1928 году и на следующий год побывали в канадской провинции Альберта. C наступлением финансового коллапса в 1929 году и последующей Великой депрессией наступили трудные времена. Чета Пейн вернулась в Южную Калифорнию и приобрели здесь в 1932 году дом-студию. В это время их дочь Эвелин вышла замуж, отношения Эдгар и Элси остыли, и они расстались. Эдгар переехал и жил в Голливуде. После 14-летней разлуки, Элси вернулись в 1946 году к Эдгару, чтобы помогать ему, узнав, что у мужа рак. Она оставалась с ним до его смерти 8 апреля 1947 года. В 1952 году Элси создала бронзовую скульптуру Эдгара, которая находится в художественном музее Лагуна-Бич.
Элси Пейн продолжала художественную деятельность, пока позволяло её здоровье. В 1959 году, с ухудшением зрения, она прекратила творческую деятельность, проживала в Лос-Анджелесе. В 1969 году она переехала в дом к дочери в Миннеаполисе, Миннесота. Здесь умерла 17 июня 1971 года. Была похоронена на городском кладбище Sunset Memorial Park Cemetery.